# Cattedrale di San Lorenzo (Sant Feliu de Llobregat)
La cattedrale di San Lorenzo (in catalano: catedral de Sant Llorenç) è la chiesa cattedrale della diocesi di Sant Feliu de Llobregat, si trova nella città di Sant Feliu de Llobregat, in Spagna.

## Storia
La vecchia chiesa parrocchiale, opera del XIX secolo progettata da Francesc Renart, è andata distrutta nel luglio del 1936, all'inizio della guerra civile spagnola quando i repubblicani in odio alla fede cristiana cambiarono persino il nome della stessa città da Sant Feliu a Rosas per cancellare i nomi religiosi anche nella toponomastica. Della vecchia chiesa è rimasto solo il campanile, integrato nel progetto per la nuova chiesa. Nel 1939 è stata posta la prima pietra dell'edificio attuale, realizzato sotto la direzione dell'architetto Josep Ros i Ros. Il 22 giugno 1941 è stata benedetta l'attuale cappella del Santissimo e infine il 26 maggio 1946 il vescovo di Barcellona Gregorio Modrego y Casaus ha presieduto la consacrazione della chiesa. Il completamento dei lavori è avvenuta nel 1955. Successivamente alla riforma liturgica seguita al Concilio Vaticano II, sono state apportate modifiche di adeguamento agli spazi interni e all'altare.
Il 15 giugno del 2004 papa Giovanni Paolo II, con la bolla Christifidelium salute, ha eretto la diocesi di Sant Feliu de Llobregat, scorporandone il territorio dall'arcidiocesi di Barcellona, e ha elevato la chiesa di San Lorenzo a cattedrale.